# Congreso de Sindicatos de Filipinas
El Congreso de Sindicatos de Filipinas (en filipino: Katipunan ng Manggagawang Pilipino, KMP, en inglés: Trade Union Congress of the Philippines, TUCP) es la mayor central sindical de Filipinas. Fue creado en 1975 por iniciativa del gobierno de Ferdinand Marcos, unificando todos los sindicatos favorables al gobierno.
Durante los años 1980 fue financiado con 5.7 millones de dólares del Congreso de los Estados Unidos a través de la Fundación Nacional para la Democracia.